# تحيز الفاعل - المراقب
تحيز الفاعل - المراقب (بالإنجليزية: actor–observer bias)‏ عدم تماثل الفاعل -المراقب (بالإنجليزية: Actor–observer asymmetry)‏ هو مصطلح يُفسر الخطأ الذي يحدث أثناء قيام الفرد (مراقبًا) بتفسير سلوك غيره (فاعل السلوك). فعندما يحكم الشخص (مراقبًا لذاته) على سلوكه (فاعل للسلوك) أثناء قيامه بعمل ما، فإنه يكون أكثر عرضة لإسناد هذا السلوك إلى عوامل ظرفية متعلقة بالموقف، بدلا من تعميمه ونسبه لشخصيته. ولكن عندما يقوم نفس الشخص بدور المراقب لسلوك شخص آخر غيره، فمن الأرجح أنه (كمراقب) يُسند هذا السلوك إلى الشخصية العامة لمن يراقبه (فاعل السلوك) بدلا من إسناده للعوامل الظرفية كما فعل مع ذاته. يظهر هذا الخطأ المتكرر بسبب التحيز الذي يمارسه الناس أثناء تقييماتهم لسلوكهم وسلوك غيرهم. وبشكل عام فإن الشخص يكون على دراية أفضل بالعوامل الظرفية (الخارجية) التي تؤثر على قراراته الخاصة، وبالتالي يكون أكثر عرضة لرؤية سلوكه في إطار تأثره بهذه الظروف وبالحالة الاجتماعية التي يعيش فيها. إلا أنه ومع ذلك،  لا يقوم بالأمر ذاته أثناء حكمه علي سلوك غيره، لأن العوامل الظرفية المؤثرة في سلوك غيره قد لا تكون واضحة بالنسبة له (مراقبًا). ويُعتبر عدم التماثل بين الفاعل والمراقب عنصرا من عناصر خطأ العزو النهائي.
ويندرج هذا المصطلح تحت نظرية العزو. وقد اقترح جونز ونيسبت (1971) فرضية تحيز الممثل - المراقب  لتفسير السلوك، وبدعم من الأدلة الأولية، كانت الفرضية طويلة الأمد راسخة، ووصفت ظاهرة قوية ومتفشية من الإدراك الاجتماعي.